# 495

495(사백구십오)는 494보다 크고 496보다 작은 자연수다.

## 수학
- 합성수로, 그 약수는 총 12개다. (1, 3, 5, 9, 11, 15, 33, 45, 55, 99, 165, 495)
  - 495의 진약수의 합은 441이므로, 495는 부족수다.
- 9번째 오포체수다. 앞의 오포체수는 330, 다음은 715다.
- 3자리 숫자의 ‘카프리카의 불변수’다.
- {\displaystyle 495=3^{3}+5^{3}+7^{3}}
  - 연속하는 세 홀수의 세제곱합으로 나타낼 수 있으며, 이 성질을 지닌 앞의 수는 153, 다음 수는 1197이다.
  - 연속하는 세 소수(素數)의 세제곱합으로 나타낼 수 있으며, 이 성질을 지닌 앞의 수는 160, 다음 수는 1799다.
- {\displaystyle 89^{2}-1}은 495로 나누어떨어진다.

## 과학·기술
- NGC 495(영어판): 물고기자리 방향에 있는 막대나선은하.
- 소켓 495(영어판): 인텔의 CPU 소켓.

## 교통
- 고속도로 및 국도
  - 주간고속도로 제495호선(영어판): 주간고속도로 제95호선의 지선 노선.
  - 일본 495번 국도: 후쿠오카현 기타큐슈시 와카마쓰구에서 후쿠오카시 히가시구까지 이어지는 일본의 국도.
- 기타 도로
  - 현도 제495호선

## 문화유산
- 대한민국의 보물 제495호: 고성 옥천사 청동북
- 대한민국의 사적 제495호: 양양 낙산사 일원

## 방송
- 스카이라이프의 키즈톡톡 플러스 채널 번호.

## 기타
- 연도: 495년, 기원전 495년
- 포켓몬스터 주리비얀의 전국도감 번호.
- Q.E.D「495년의 파문」

## 같이 보기
- 콜라츠 추측